# Lothar von Bischoffshausen
Lothar William Mordian von Bischoffshausen (* 20. Februar 1897 in Witzenhausen; † 25. Juli 1970 in Kassel) war ein deutscher Oberst, Kommandeur eines Panzergrenadierregiments und Ritterkreuzträger im Zweiten Weltkrieg.

## Leben

### Herkunft
Bischoffshausen entstammte einem Uradelsgeschlecht aus dem heutigen Niedersachsen, das später als Mitglied der althessischen Ritterschaft in Hessen ansässig war. Er war das vierte Kind des Geheimen Regierungsrates Heino von Bischoffshausen (* 1855) und dessen Ehefrau Helene, geborene Freiin von Eickstedt (* 1853).

### Militärkarriere
Bischoffshausen meldete sich gleich nach Ausbruch des Ersten Weltkriegs zur Kavallerie der Preußischen Armee und nahm im 1. Brandenburgischen Dragoner-Regiment Nr. 2 an den Kämpfen in Russland, Rumänien und an der Westfront teil. Als Unteroffizier wurde er mit dem Eisernen Kreuz II. Klasse, als Leutnant mit dem Kreuz I. Klasse ausgezeichnet.
Nach Kriegsende meldete er sich zur Freiwilligen-Eskadron „von Czettritz“ und war mit dieser im Freikorps „York“ an den Kämpfen in Kurland beteiligt. Zwar wurde seine Eskadron dann in das Reiter-Regiment 15 der Reichswehr eingegliedert, Bischoffshausen jedoch im April 1920 im Zuge der Heeresverminderung aus dem Heeresdienst entlassen, unmittelbar danach aber einem Infanterie-Regiment der Reichswehr zugeteilt. Nach einem Bittgesuch von Unteroffizieren und Mannschaften, er möge doch wieder den Reitern zugeteilt werden, folgten verschiedene Versetzungen, darunter an die Kavallerieschule, in den Stab als Fürsorgeoffizier, als Kommandeursadjutant nach Marienburg, als Divisionsadjutant nach Elbing.
1939 wurde Bischoffshausen im Zuge der allgemeinen Mobilmachung Wilhelm Ritter von Leebs Generalstab der Heeresgruppe C (HGr C) zugeteilt, mit der er an der Sicherung des Westwalls beteiligt war. Als sehr sympathischen Offizier alten Schlages und typischen Kavalleristen schildert ihn dort Adalbert Prinz von Bayern in seinen Erinnerungen.
Nach der Abwehr von elf schweren russischen Angriffen und drei Gegenangriffen im Raum Rschew etwa 200 km westlich von Moskau befürworteten Generaloberst Walter Model und Generalfeldmarschall Günther von Kluge im selben Jahr die Verleihung des Ritterkreuzes des Eisernen Kreuzes an Bischoffshausen, die am 4. Oktober 1942 erfolgte.
1943 wurde Bischoffshausen in die Führerreserve und gleichzeitig zum Sonderstab Panzer versetzt. Bald danach war er Reiseoffizier im Stab des Inspekteurs der Panzertruppe. 1944 wirkte er an der Offiziersschule der Panzertruppen in Groß Glienicke, als deren Kommandant er eigentlich vorgesehen war. Stattdessen erhielt er das Kommando über die 4. Kavallerie-Brigade, wurde nach einigen Wochen jedoch erneut in die Führerreserve versetzt und gleichzeitig zur Verwendung als Höherer Kavallerie-Offizier zum Inspekteur der Infanterie kommandiert. Als Inspekteur der Kavallerie-Ersatzeinheiten wurde er schließlich am 16. Juni 1945 aus dem aktiven Heeresdienst entlassen. Über eine Gefangenschaft ist nichts bekannt.

### Familie
Bischoffshausen war seit 1924 mit Margarete von Poseck (* 1902), der Tochter des Generals der Kavallerie Maximilian von Poseck verheiratet. Nach Ende des Zweiten Weltkriegs lebte das Paar im bayerischen Starnberg. Seine Witwe überlebte ihn um 18 Jahre.